# Blue Cheer
A Blue Cheer egy amerikai pszichedelikus blues-rock együttes volt, amely eredetileg az 1960-as évek végén és az 1970-es évek elején készített felvételeket, és hellyel-közzel egészen 2009-ig aktív maradt. A San Franciscó-i származású zenekart gyakran nevezik különböző zenei stílusok, mint a heavy metal, a punk, a stoner rock, a doom metal, a kísérleti rock, és a grunge előfutárának is. Bemutatkozó nagylemezük, a Vincebus Eruptum 1968-ban jelent meg. Az album slágere a Summertime Blues című Eddie Cochran-dal feldolgozása volt, melyet gyakran emlegetnek az első heavy metal dalként. A nagylemez helyet kapott az 1001 lemez, amit hallanod kell, mielőtt meghalsz című könyvben is.
A Blue Cheer nevet egy LSD-márkáról kapta az együttes, akiket a hírneves LSD-vegyész és a Grateful Dead pártfogója, Owsley Stanley támogatott.

## Diszkográfia
Stúdióalbumok
- Vincebus Eruptum (1968) Philips Records
- Outsideinside (1968) Philips Records
- New! Improved! Blue Cheer (1969) Philips Records
- Blue Cheer (1969) Philips Records
- The Original Human Being (1970) Philips Records
- Oh! Pleasant Hope (1971) Philips Records
- The Beast Is Back (1984) Megaforce Records
- Highlights and Lowlives (1990) Thunderbolt Records
- Dining With the Sharks (1991) Nibelung Records
- What Doesn't Kill You... (2007) Rainman Records

Kislemezek
- "Summertime Blues pt 1/2" (1968. június)
- "Sun Cycle" / "Feathers From Your Tree" (1968. november)

Koncertalbumok
- Blitzkrieg Over Nüremberg (1989) Magnum Records
- Live & Unreleased, Vol. 1: '68/'74 (1996) Captain Trip Records
- Live & Unreleased, Vol. 2: Live At San Jose Civic Centre, 1968 & More (1998) Captain Trip Records
- Hello Tokyo, Bye Bye Osaka - Live In Japan 1999 (1999) Captain Trip Records
- Live In Japan (2003) Track Records
- Live Bootleg: London - Hamburg (2005) Rockview Records
- Rocks Europe (2009) Rainman Records

Válogatások
- Motive - Blue Cheer (1969) - German Release Only Philips Records
- Louder than God: The Best of Blue Cheer (1986) Rhino Records/Warner Music Group
- Good Times are so Hard to Find: The History of Blue Cheer (1990) Island Records/Mercury Records
- The Best of Yesteryear (1990)

Tribute-album
- Blue Explosion - A Tribute to Blue Cheer (2000)

## Fordítás
- Ez a szócikk részben vagy egészben  a   Blue Cheer című angol Wikipédia-szócikk fordításán alapul.  Az eredeti cikk szerkesztőit annak laptörténete sorolja fel. Ez a jelzés csupán a megfogalmazás eredetét és a szerzői jogokat jelzi, nem szolgál a cikkben szereplő információk forrásmegjelöléseként.